# Saverio Turiello
Saverio Turiello, detto “La pantera di Milano” (Milano, 5 aprile 1910 – Milano, 29 settembre 1988), è stato un pugile italiano, campione italiano dei pesi leggeri ed europeo dei pesi welter (1938-1939).

## Biografia

### Carriera da dilettante
Ottimo dilettante, ha conquistato il titolo di campione italiano dei pesi gallo nel 1926 a Roma e quello dei pesi piuma nel 1927 a Como.

### Carriera da professionista

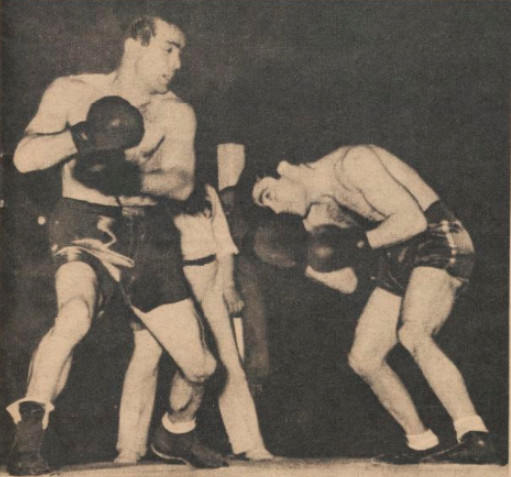
Saverio Turiello (a sinistra) all'attacco nel secondo match contro Marcel Cerdan (giugno 1939).

Passa professionista alla fine del 1927 in Gran Bretagna nei pesi leggeri. Combatte oltremanica 13 dei suoi primi 14 match con risultati non eccezionali (3 vittorie, 4 pari e 6 sconfitte)..
Tornato in patria strappa a Milano due pari all’astro nascente Cleto Locatelli, tra il 1928 e il 1929. Prosegue con alti e bassi la sua carriera in Italia, combattendo però anche tre volte all’estero (Barcellona e Parigi) sinché, il 27 marzo 1931, a Milano, affronta l’olimpionico di Amsterdam 1928,  Carlo Orlandi, per la cintura italiana dei pesi leggeri. È sconfitto ai punti in dodici riprese. Perde anche la rivincita, senza titolo in palio, per knock-out tecnico alla quarta ripresa.
Riesce nell’impresa di indossare la cintura italiana dei pesi leggeri – lasciata vacante da Orlandi per affrontare l’avventura europea – battendo ai punti Ambrogio Redaelli, l’11 giugno 1932 a Milano. La difende vittoriosamente il 26 dicembre successivo battendo ai punti il temibile Enrico Venturi, che aveva già affrontato tre volte, con una vittoria e due sconfitte.
Nulla può al ritorno in campo di Orlandi, reduce da un breve regno a livello continentale che, il 19 marzo 1933, sempre a Milano si riprende il titolo italiano dei leggeri, battendolo ai punti. Tra il 1933 e il 1934 affronta una tournée in Sudafrica, con discreti risultati (tre vittorie, due pari e due sconfitte.
Al ritorno in Italia sfida nuovamente Venturi che, nel frattempo, si è impossessato del titolo italiano ma è sconfitto ai punti in quindici riprese nella Roma del suo avversario. Contro l’altro pugile romano emergente, Otello Abbruciati, Turiello strappa due pari tra Roma e Piacenza,  nel 1935. Il 15 aprile dello stesso anno consegue un prestigioso pari con il portoricano Pedro Montañez, uno dei più grandi pesi leggeri di tutti i tempi. Contro Carlo Orlandi, invece, raggranella l’ennesima sconfitta ai punti.
Decide allora di andare a combattere nuovamente all’estero. Dopo tre incontri vittoriosi a Marsiglia e altri sette con risultati alterni in Australia, sbarca negli Stati Uniti d'America. Passa di categoria e, nei pesi welter, combatte 23 combattimenti oltre Oceano, tra il 1936 e il 1938, conseguendo 16 vittorie, un pari e sei sconfitte. Forte dell’esperienza acquisita, torna in Italia e, al limite dei welter, pareggia con Cleto Locatelli e – soprattutto – batte finalmente Orlandi, entrambi a Milano.
Il 26 dicembre 1938, ancora a Milano, ottiene la vittoria più importante della sua carriera. Batte ai punti il belga Felix Wouters e conquista la cintura europea dei pesi welter. Sulla scia di questo successo, batte a Roma Locatelli senza titolo in palio e poi va a Parigi per affrontare l’astro nascente d’oltralpe, il giovane Marcel Cerdan, parimenti senza rischiare la cintura europea. Cerdan lo sconfigge ai punti in dodici riprese. 
L'italiano è quindi costretto ad affrontare di nuovo Cerdan e, stavolta, con in palio il titolo di Campione d’Europa. Per l'occasione, riceve un telegramma da parte di Mussolini in persona che gli "intima" di difendere l'onore dell'impero. Contrariamente agli auspici del duce, il 3 giugno 1939, a Milano, il fuoriclasse franco-marocchino gli strappa ai punti il titolo europeo. Nemmeno tre settimane dopo, Turiello affronta Michele Palermo per l’attribuzione del titolo italiano vacante dei welter ma cede ai punti in dodici riprese.
Oramai screditato agli occhi del regime fascista, il milanese ritiene opportuno di trasferirsi nuovamente negli Stati Uniti dove combatte gli ultimi 52 match della sua carriera (1940-1944). Affronta tutti i più forti pesi welter d’oltreoceano. Combatte due volte con il terribile Fritzie Zivic. La prima volta, a Philadelphia, è messo KO alla prima ripresa. La seconda volta, con Zivic in possesso del titolo mondiale ma senza averlo messo in palio, resiste tutte e dodici le riprese, perdendo solo ai punti. 
Turiello resiste tutte le riprese anche di fronte al grande Fred Apostoli combattendo al limite della categoria dei pesi medi. Affronta tre volte il grandissimo Henry Armstrong perdendo sempre prima del limite. 
Nel dicembre 1944, dopo esser salito sul ring quasi duecento volte da professionista, appende i guantoni al chiodo.

### Dopo il ritiro
Saverio Turiello rimase comunque nell'ambiente del pugilato statunitense. Nel 1948, per conto di James D. Norris e Frankie Carbo, mediò le condizioni per la sfida newyorkese di Tiberio Mitri al titolo mondiale dei pesi medi detenuto da Jake LaMotta. Nel 1961 aprì un ristorante a New York ma fu costretto a chiudere dalla mafia.
Fece poi una breve apparizione nel film di Alberto Lattuada "Mafioso", con Alberto Sordi. In questo periodo non tralasciò di inviare qualche soldo dall'America al vecchio amico-rivale  Carlo Orlandi, caduto in miseria e ricoverato in un ospizio. 
Tornato nella sua Milano, vi morì a settantotto anni, nel 1988. Venne sepolto al cimitero di Chiaravalle, ove in seguito i resti sono stati tumulati in una celletta.